# Mauro Bordon
Mauro Bordon (Pont-Saint-Martin, 6 gennaio 1914 – Nus, 7 novembre 1995) è stato un politico italiano.

## Biografia
Nella seconda guerra mondiale fu ufficiale di complemento e partecipò alla guerra in Africa. Ferito fece rientro in Valle d'Aosta e dopo la convalescenza non rientrò in servizio ed aderì al gruppo partigiani di Nus con incarico di capo politico. Tra le informazioni degne di nota suo zio Bordon Giulio fu deputato per la Valle d'Aosta alla costituente nel dopo guerra
Fu presidente della Valle d'Aosta dal 18 settembre 1969 al 7 aprile 1970, e sedette nel consiglio regionale per sei legislature dal 9 dicembre 1954 al 20 luglio 1983 essendo più volte assessore tra i quali turismo e finanze
Ultimo incarico fu Presidente della società autostrade valdostane SAV per due mandati fino al 1993

## Vita privata
Sposato con Tarello Agostina visse tutta la sua vita risiedendo a Nus. Ebbe una sola figlia Giulietta detta Lilly morta prematuramente.